# Orkut
Orkut byl komunitní server. Fungoval na principu socioware. Sdružoval uživatele, kteří mají společné zájmy, bydliště, národnost, zaměstnání anebo se navzájem znají. Server Orkut vymyslel Orkut Büyükkökten, zaměstnanec společnosti Google, která jej provozovala. 59 % uživatelů bylo z Brazílie.
Síť byla oficiálně zrušena 30. září 2014. Společnost Google, která Orkut provozovala, se nadále věnovala provozu komplexnější sociální sítě Google+.
Ve svém nejlepším období měl Orkut přes 50 milionů aktivních uživatelů. Nejvíce jich bylo z Indie, Pákistánu a z Brazílie, kde byl až do roku 2011 sociální sítí číslo jedna. V témže roce ho ale i zde překonal Facebook.

## Sociální síť
Orkut.com umožňuje budování tzv. sociálních sítí. Uživatelé mohou přidávat do seznamu své přátele a prohlížet si stránky jejich známých. Připojením ke komunitě je možné vyhledávat další uživatele, kteří mají stejné zájmy, koníčky, vlastnosti, názory apod.

## Slabiny Orkutu
Už v době, kdy byl vstup pouze na pozvánku, se Orkut potýkal s technickými problémy. V minulosti trpěl častými výpadky a nedostupností. Některé uživatele takové problémy odradily a svou registraci zrušili. Mnoho Čechů zůstávalo na Orkutu pouze pasivně a nijak zvláště se neprojevovalo. Zaznívaly názory, že „bublina Orkutu“ splaskla.[zdroj?]